# سیبی‌نونگ
۶°۲۹′۰۶″جنوبی ۱۰۶°۵۰′۳۱″شرقی / ۶٫۴۸۵°جنوبی ۱۰۶٫۸۴۲°شرقی
سیبی‌نونگ (اندونزیایی: Cibinong) شهری در استان جاوه غربی کشور اندونزی است. جمعیت این شهر بر اساس سرشماری سال ۱۹۹۰ میلادی، ۱۰۱٫۳۱۷ نفر و بر اساس سرشماری سال ۲۰۰۰ میلادی، ۱۵۵٫۲۲۸ بوده که در سال ۲۰۰۷ میلادی به ۲۰۳٫۹۱۳ نفر افزایش یافته‌است.